# Rupicapra
Rupicapra is een geslacht van zoogdieren uit de familie van de holhoornigen (Bovidae). De wetenschappelijke naam van het geslacht werd in 1816 gepubliceerd door Henri Marie Ducrotay de Blainville.

## Soorten
Er worden twee soorten tot dit geslacht gerekend:
- Rupicapra pyrenaica Bonaparte, 1845 – Pyrenese gems
  - Rupicapra pyrenaica pyrenaica Bonaparte, 1845 – Pyrenese gems
  - Rupicapra pyrenaica ornata Neumann, 1899 – Abruzzengems
  - Rupicapra pyrenaica parva Cabrera, 1911 – Cantabrische gems
- Rupicapra rupicapra Linnaeus, 1758 – Gems
  - Rupicapra rupicapra asiatica Lydekker, 1908 – Turkse gems
  - Rupicapra rupicapra balcanica Bolkay, 1925 – Balkangems
  - Rupicapra rupicapra carpatica Couturier, 1938 – Karpatengems
  - Rupicapra rupicapra cartusiana Couturier, 1938 – Chartreusegems
  - Rupicapra rupicapra caucasica Lydekker, 1910 – Kaukasusgems
  - Rupicapra rupicapra rupicapra Linnaeus, 1758 – Alpengems
  - Rupicapra rupicapra tatrica Blahout, 1971 – Tatragems